# Keplakko
Keplakko är en sjö i kommunen Nyslott i landskapet Södra Savolax i Finland. Sjön ligger 83,4 meter över havet. Arean är 1,43 kvadratkilometer och strandlinjen är 14,42 kilometer lång. Sjön  ingår i Vuoksens huvudavrinningsområde.   Den ligger omkring 95 kilometer öster om S:t Michel och omkring 290 kilometer nordöst om Helsingfors. 
Keplakko ligger norr om Hiisjärvi. 